# Anno von Sangershausen
Anno von Sangershausen (° date inconnue, † 8 juillet 1273) est le dixième grand maître de l'ordre Teutonique (1256-1273).

## Biographie
Anno est issu d'une famille noble originaire de Sangerhausen dans la région de Thuringe
On sait peu de chose de sa carrière en tant que maitre de l'ordre de Livonie, si ce n'est qu'il participe à la construction d'une forteresse de l'Ordre à Memel (actuellement Klaipėda). En 1256, il prend part à la conquête de la Sambie. Dans la même année, il est choisi pour succéder à Poppo von Osterna, comme grand maître de l'ordre Teutonique.

## Sources
- (de) Cet article est partiellement ou en totalité issu de l’article de Wikipédia en allemand intitulé « Anno von Sangerhausen » (voir la liste des auteurs).